# Pinolensäure
Die Pinolensäure ist eine mehrfach ungesättigte Fettsäure mit drei isolierten cis-Doppelbindungen, die Monocarbonsäure zählt zu den Alkensäuren. Die Triensäure zählt – wie ihr Isomer, die an einer Doppelbindung trans-konfigurierte Columbinsäure (5E,9Z,12Z)-Octadecatriensäure, diese wird öfters fälschlich mit der Pinolensäure gleichgesetzt – zu den bis- oder polymethylen-unterbrochenen Isolensäuren (NMI; Non-Methylene-Interrupted oder PMI; Poly-Methylene-Interrupted). Zu diesen zählen auch z. B. die Sciadonsäure, die Coniferonsäure und die Taxolensäure oder die Dihomopinolensäure. Zwei der Doppelbindungen sind hier durch mehr als eine Methylengruppe getrennt.
Die Omega-6-Fettsäure ist auch ein Isomer der zur Gruppe der natürlichen konjugierten Linolensäuren (CLN) gehörenden Calendulasäure, Catalpinsäure, Punicinsäure und der Jacarinsäure.

## Vorkommen
Die Pinolensäure kommt verestert als Triacylglycerid im Zedernussöl bis zu 19 % und im Pinienkernöl bis über 21 % vor. Sie ist dort in unterschiedlichen Mengen enthalten, je nach Stammpflanze, z. B. 0,4 % (Pinus pinea), 21,6 % (Pinus sylvestris), 6,6–8,6 % (Pinus pinaster), 14,2–14,9 % (Pinus koraiensis).
Sie findet sich auch in weiteren Samen- und Blattlipiden vor allem der Kieferngewächse (Pinaceae), aber auch in Zypressengewächsen (Cupressaceae) und Eiben (Taxus). Weiter kommt sie in den Estern des Tallöls vor.

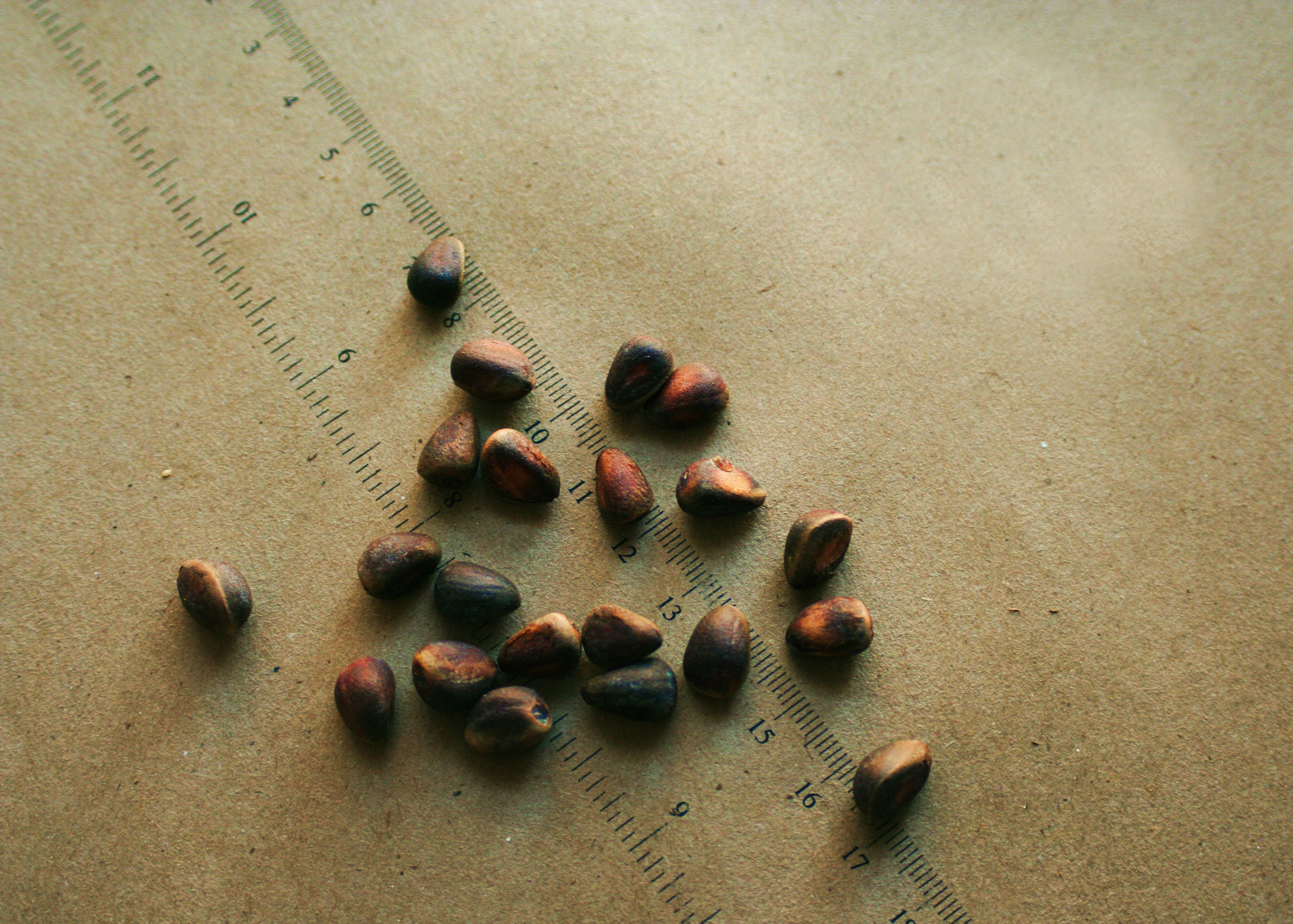
Samen der Sibirische Zirbelkiefer (Pinus sibirica)
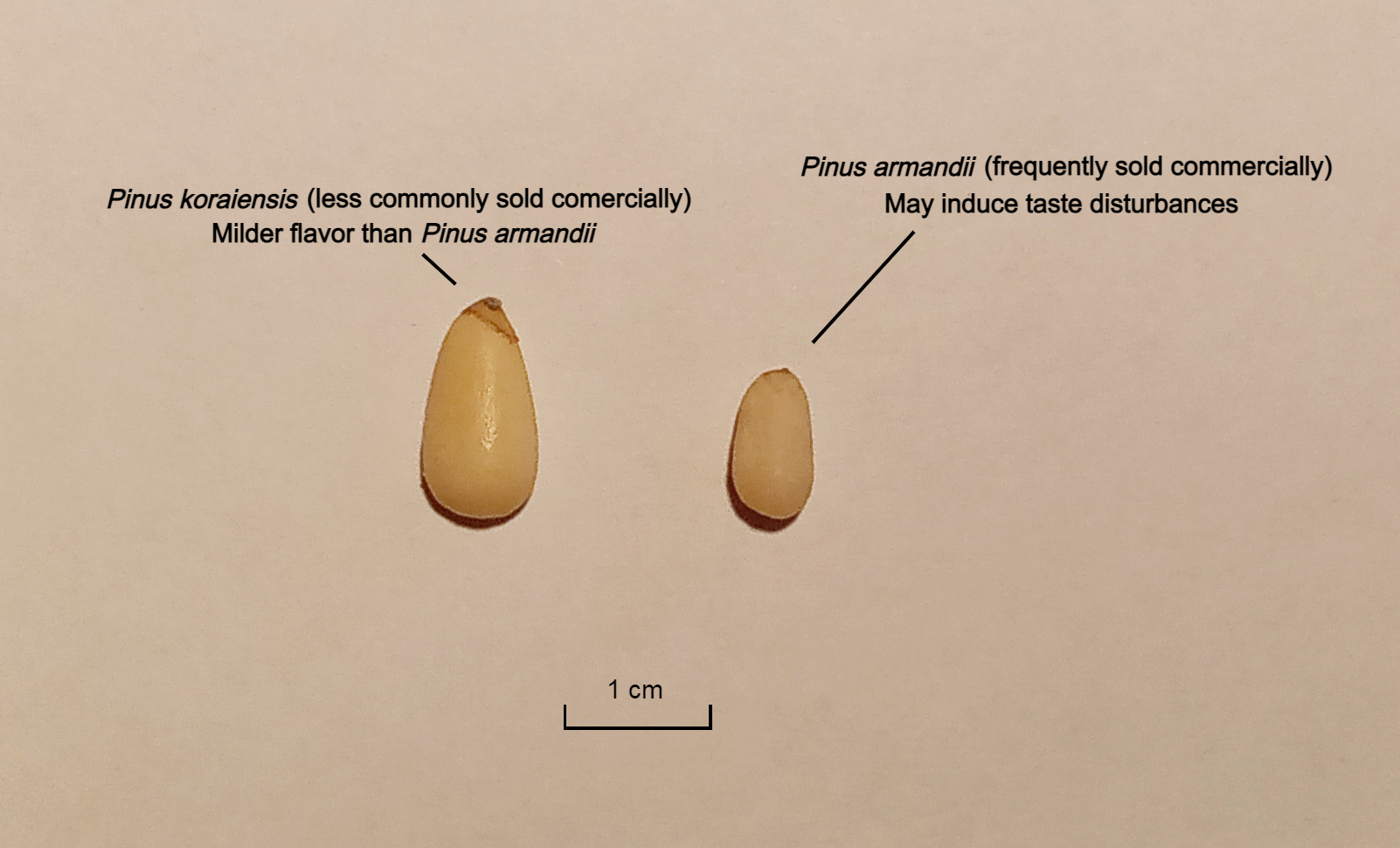
Pinienkerne
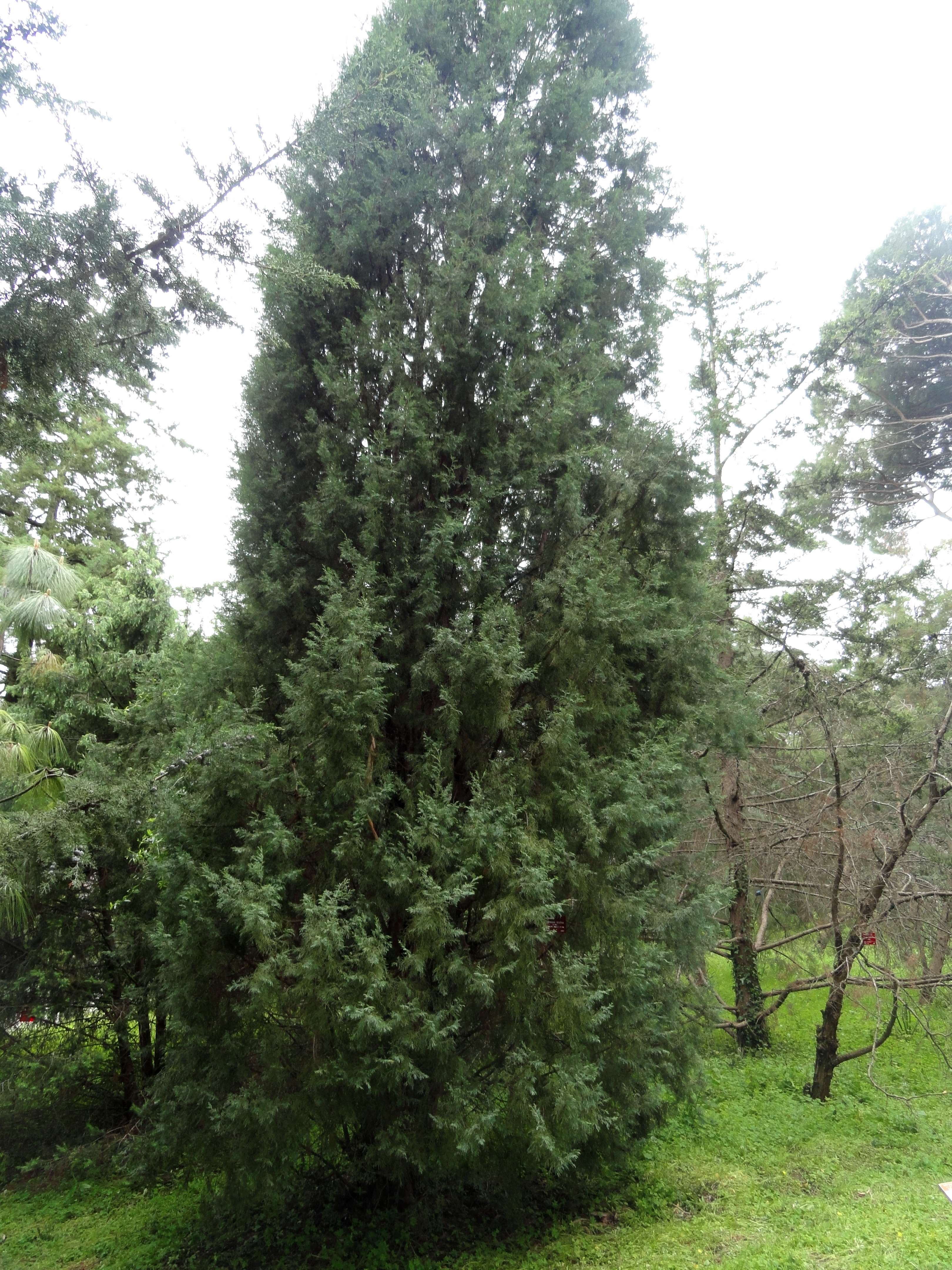
Himalaya-Zypresse (Cupressus torulosa)

## Wirkung
Pinolensäure wird für die lipidsenkenden Eigenschaften verantwortlich gemacht, die nach Konsum einiger der genannten Öle bzw. der daraus gewonnenen Fettsäuren beschrieben wurden. So führten alkoholische Fettsäureextrakte mit hohem Pinolensäuregehalt zu einer vermehrten LDL-Aufnahme durch kultivierte Leber-(Hep G2)-Zellen.